# Nowiny (Niemcza)
Nowiny – dzielnica miasta Niemcza w województwie dolnośląskim, w powiecie dzierżoniowskim.